# براوننج
براوننج هي شركة أمريكية لتسويق الأسلحة النارية ومعدات الصيد. تأسست الشركة في أوغدن يوتا في عام 1878 على يد الأخوين جون موسز براونينغ وماثيو سانديفور براوننج. تقدم الشركة مجموعة واسعة من الأسلحة النارية، بما في ذلك البنادق والمسدسات . وتشمل المنتجات الأخرى قضبان وبكرات الصيد وخزائن الأسلحة والأقواس الرياضية والسكاكين والدراجات. 